# Jeff Galloway

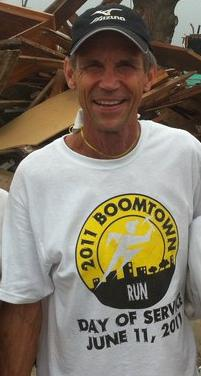
Jeff Galloway 2011 in Joplin, Missouri

Jeff Galloway (* 12. Juli 1945, Raleigh, North Carolina) ist ein ehemaliger US-amerikanischer Langstreckenläufer, der heute ein populärer Lauftrainer und Sachbuchautor ist. Sein größter Erfolg war der Sieg beim Honolulu-Marathon 1974; außerdem war er Teilnehmer an den Olympischen Sommerspielen 1972 in München.
Er ist Erfinder der Run-Walk-Run™-Laufmethode, deren Kernstück geplante Gehpausen beim Training und beim Marathon-Wettkampf sind, und Autor mehrerer Bücher über den Laufsport.
Bestzeiten:
- 10 km: 28:29 min
- 10-Meilen-Straßenlauf: 47:49 min
- Marathon: 2:16:35 h

## Veröffentlichungen
- Galloway’s book on running.
  - Richtig laufen mit Galloway. Meyer und Meyer, Aachen 1986, ISBN 3-89124-040-6
- Marathon.
  - Marathon. Meyer und Meyer, Aachen 2003, ISBN 3-89124-953-5
- Running, getting started.
  - Laufen – der perfekte Einstieg. Meyer und Meyer, Aachen 2006, ISBN 978-3-89899-172-8
- Half marathon.
  - Halbmarathon. Das Erfolgsprogramm. Meyer und Meyer, Aachen 2007, ISBN 978-3-89899-242-8
- Running – a year round plan.
  - Laufen – das Jahresprogramm. Meyer und Meyer, Aachen 2007, ISBN 978-3-89899-276-3
- Galloway's 5K and 10K Running.
  - Laufen – Trainingsbuch 5 und 10 km. Meyer und Meyer, Aachen 2010, ISBN 978-3-89899-575-7
- Running Until You're 100.
  - Laufen: Ein Leben lang. Meyer und Meyer, Aachen 2011, ISBN 978-3-89899-661-7